# Runenstein von Galteland

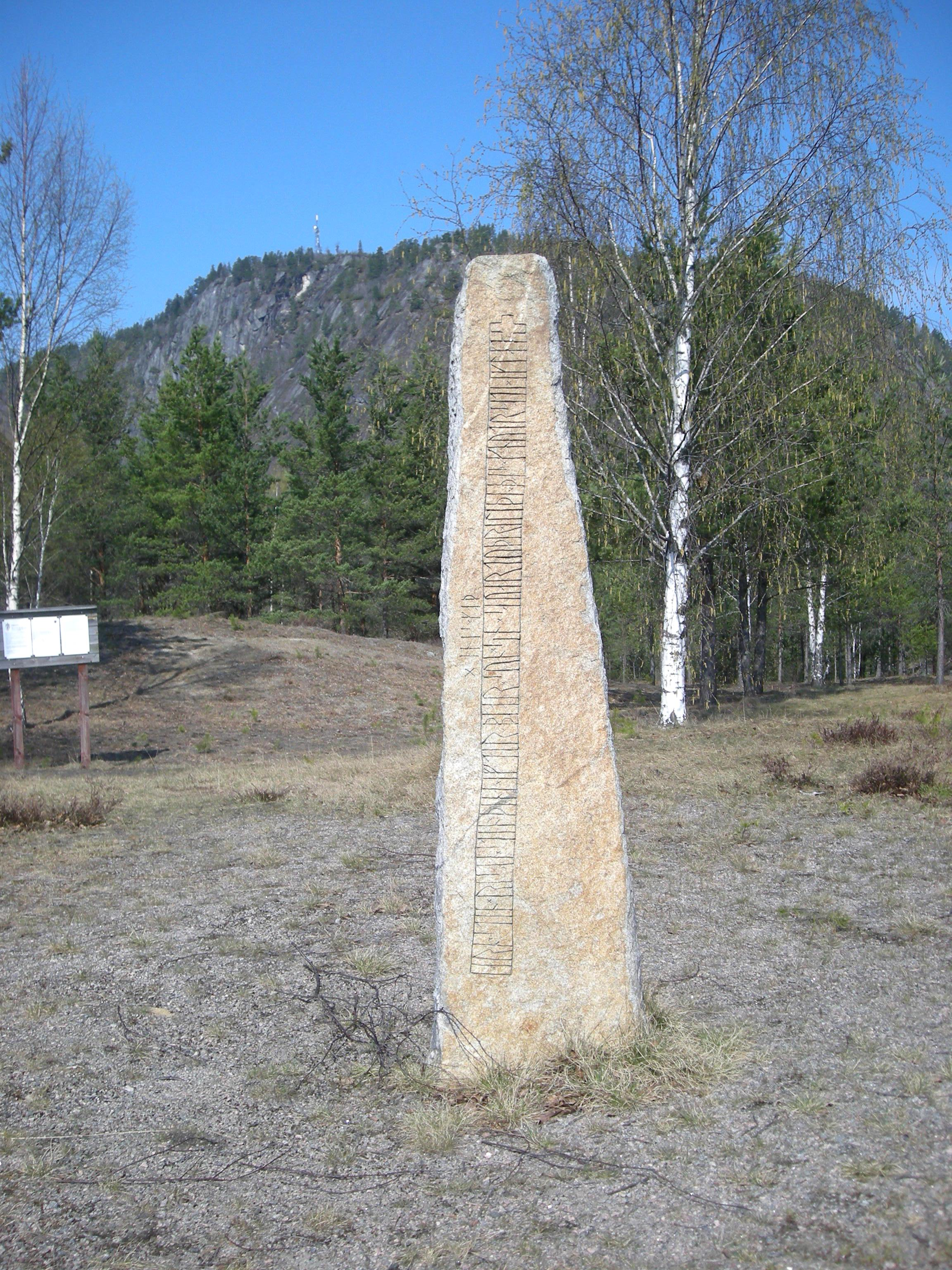
Runenstein von Galteland (Kopie)

Der Runenstein von Galteland (N 184) ist einer der 30 sogenannten England-Runensteine. Er wurde beim Hof Galteland bei Evje im Fylke Agder in Norwegen gefunden.

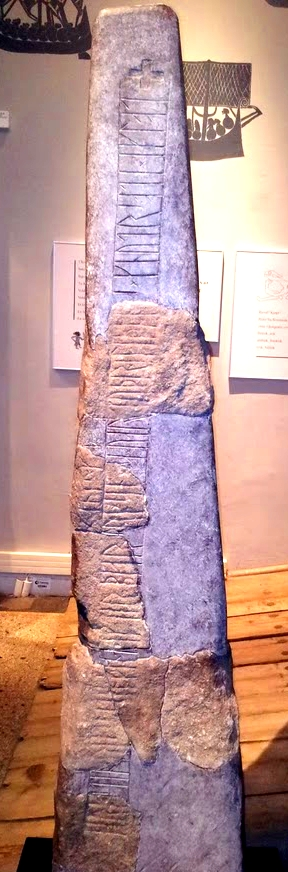
Runenstein im Kulturhistorisk Museum in Oslo

Erstmals wurde der Stein von Bischof Thomas Cortsøn Wegner (1588–1654) im Jahre 1639 beschrieben. Damals war er noch intakt. Später wurde er in Stücke zerschlagen, die Inschrift blieb aber zu großen Teilen lesbar. Der Stein stand ursprünglich in der Mitte eines Steinkreises aus 10 Steinen. Der Kreis wurde rekonstruiert, als die Kopie des Runensteins aufgestellt wurde. Er besteht aus 10 etwa 60–70 cm hohen, 40–50 cm breiten und 10–15 cm dicken Steinen, die Kopien sind.
Der Runenstein von Galteland gehört zu den Runensteinen im (älteren) RAK-Stil (980–1015 n. Chr.). RAK-Steine haben kein Schlangendesign, ihre Runenbänder enden gerade. Andere Beispiele sind die Runensteine in Karlevi, Rök und Transjö in Schweden.
Er wurde in Erinnerung an einen Sohn errichtet, der im Dienst von Knut dem Großen (etwa 995–1035) starb, als dieser 1015 England angriff. Die Inschrift lautet:
„Arnsteinn errichtete diesen Stein zur Erinnerung an Bjórr seinen Sohn, der im Gefolge starb, als Knútr England angriff. Gott ist einer.“
Die Fragmente des Steins sind im Kulturhistorisk Museum in Oslo eingelagert. An der ursprünglichen Fundstelle wurde eine Kopie errichtet.